# Котлін
Ко́тлін (рос. Котлин, фін. Retusaari) — острів у Фінській затоці Балтійського моря, за 30 км на захід від Санкт-Петербурга. Довжина острова близько 11 км, ширина — 2 км. Площа — 16 км².

## Географія
Острів є кінцевою морською мореною. До XVIII століття мав назви Котлінген, Катілла та Ретусарі. Навколо острова розташовано близько 30 менших островів (з них близько 23 — штучні).

## Історія
У 1703 році в південній частині острова Петром I був закладений форт Кроншлот. 7 травня 1704 року вважається датою заснування міста Кронштадт на острові. Також на острові базувався Балтійський флот СРСР, а зараз — Балтійський флот Росії. В 1970-х рр. острів Котлін — центр будівництва захисних дамб Санкт-Петербурга. Із 1985 року по північній частині дамби відкритий рух автомобільного транспорту Кронштадт — Горська. По острову Котлін буде проходити частина західного півкільця Петербурзької кільцевої дороги.